# Amber (chanteuse)
Pour les articles homonymes, voir Amber (homonymie).
Amber, de son vrai nom Marie-Claire Cremers, née le 9 mai 1970 à Ubbergen, est une chanteuse allemande[réf. nécessaire] de soul-disco et d'eurodance.

## Discographie

### Albums
- 1996 : This is Your Night
- 1999 : Amber
- 2000 : Remixed
- 2002 : Naked
- 2004 : My Kind of World